# Achéloos (fleuve)
Pour les articles homonymes, voir Achéloos.
L’Achéloos (en grec ancien Ἀχελῷος / Akhelōos, moderne Αχελώος / Achelóos) ou Achéloüs (en latin Ăchĕlōus, -i) ou Aspropótamos (littéralement le « Fleuve blanc ») est un fleuve du nord-ouest de la Grèce, long d'environ 220 km. Il formait la frontière entre l'Acarnanie et l’Étolie dans l’Antiquité. Son esprit était révéré par les Grecs comme le dieu fleuve Achélôos.

## Géographie

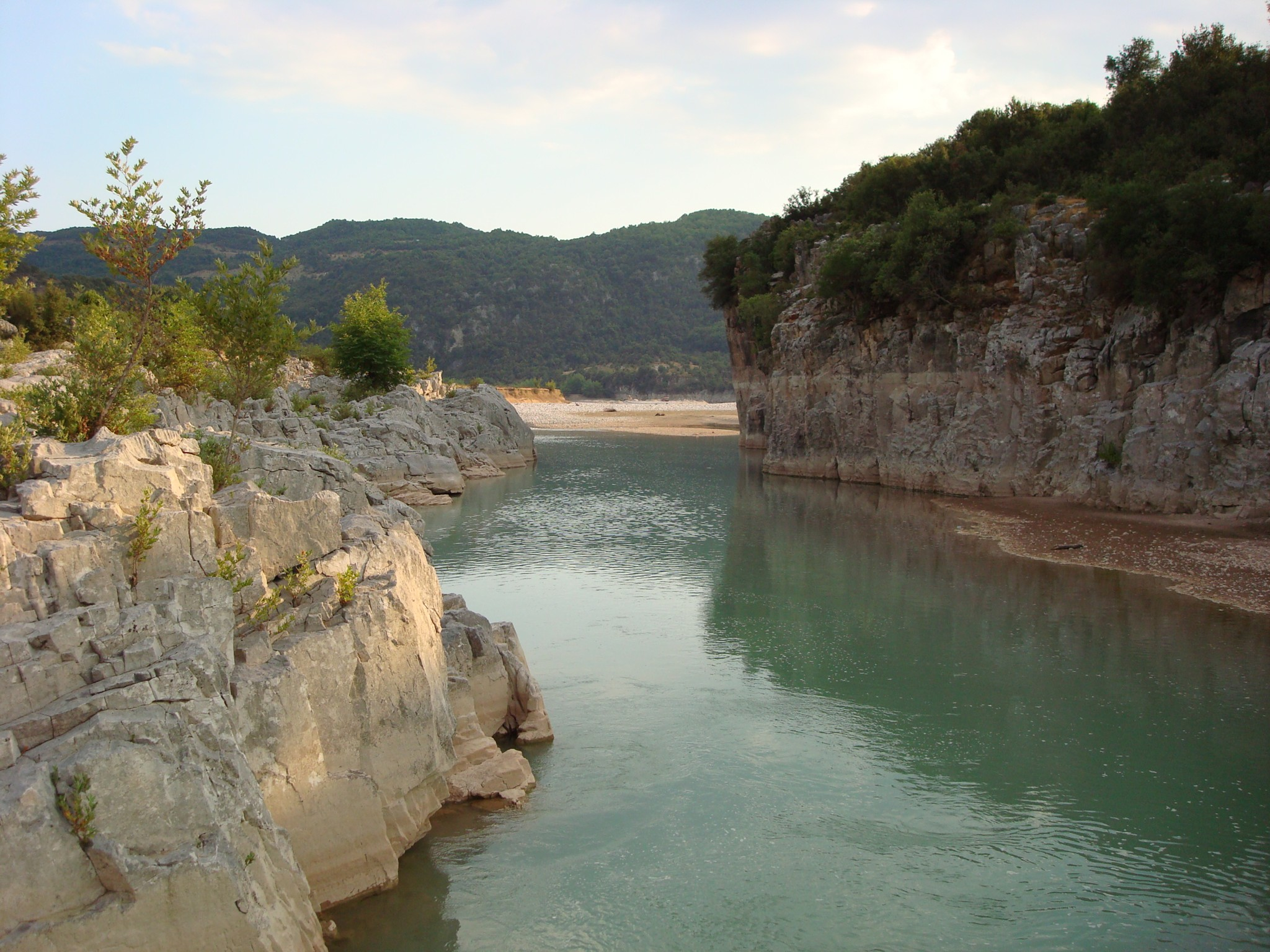
L'Achéloos en Eurytanie.

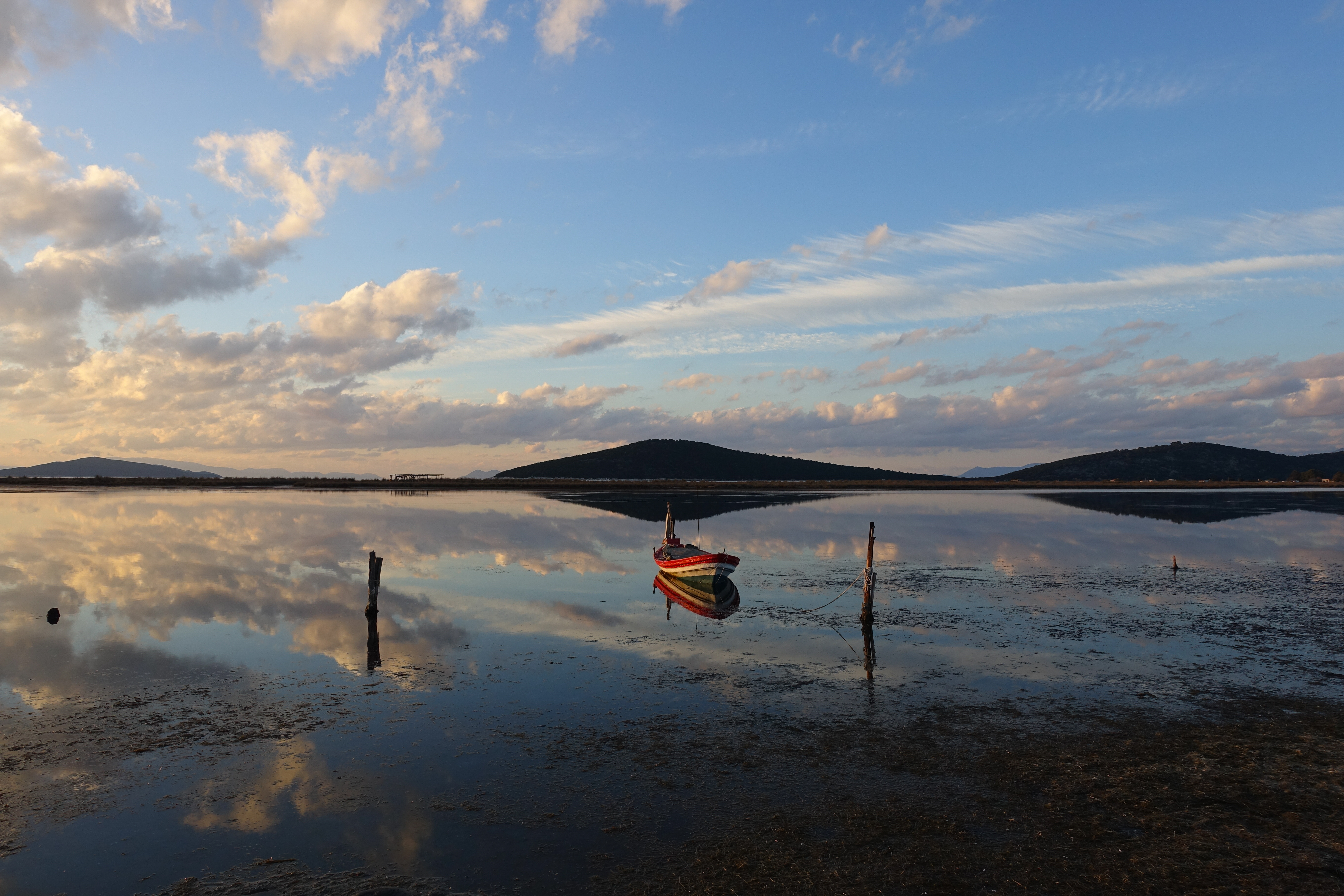
Dans le delta.

Le fleuve prend sa source dans le massif du Pinde près du mont Lákmos (en), dans le district régional de Tríkala, au sein du parc national des Tzoumérka, de la vallée de l'Achelóos, des Ágrafa et des Météores. C'est l'un des fleuves les plus longs de Grèce. Il se confond avec la frontière administrative entre les districts régionaux d'Árta dans l'Épire et ceux de Tríkala et de Kardítsa en Thessalie. Il se jette dans la mer Ionienne et en partie dans le golfe de Patras via la lagune de Missolonghi (en), à l'ouest de la ville du même nom. Son cours inférieur, du barrage de Strátos (en) à l'embouchure, est inclus dans le parc national de Missolonghi-Etolikó.
Un de ses affluents est l'Inachos.

## Aménagements
Depuis 1960, il est utilisé pour la production hydroélectrique. Quatre barrages sur l'Achéloos construits entre 1966 et 1989 ont sensiblement modifié le régime hydrologique du fleuve au débit le plus élevé de Grèce, en évitant les crues les plus importantes et en limitant la quantité d'eau à l'embouchure. Un débat plutôt vif entre les industriels, les écologistes et les habitants a fait rage en 2007 au sujet d'un nouveau barrage de 135 m de haut financé par l'Union européenne sur le cours supérieur du fleuve. Le grand projet de dérivation de l'Achéloos vers la plaine de Thessalie, en partie réalisé avec la construction du barrage de Mesochóra (en) en 2001 et la réalisation partielle du barrage de Sykiá (en), alimente de vifs débats depuis les années 1980. Ce projet pharaonique, qui prévoit la dérivation d’environ 600 000 000 m3, a été relancé en 2020 après avoir été gelé à plusieurs reprises.

## Perception antique

### Mythologie
Dans l'Antiquité, Achélôos est un dieu fleuve — c'est-à-dire aussi bien le fleuve Achéloos dans sa matérialité que la divinité — fils aîné du Titan Océan et de sa sœur Téthys. Il est le père (ou le frère) des Sirènes et de nombreuses nymphes.
Il apparait dans plusieurs mythes, notamment dans les aventures d'Héraclès, qu'il affronte pour obtenir la main de Déjanire. Au cours de celui-ci, Achélôos prend plusieurs formes (serpent, taureau), avant d'être vaincu par le héros, qui brise une de ses cornes.
Dieu ancien évoqué par Homère, au caractère panhellénique, son culte est répandu dans plusieurs régions de Grèce, et le dieu fait l'objet de représentations aussi bien grecques qu'étrusques.